# Рекреационные ресурсы Армении

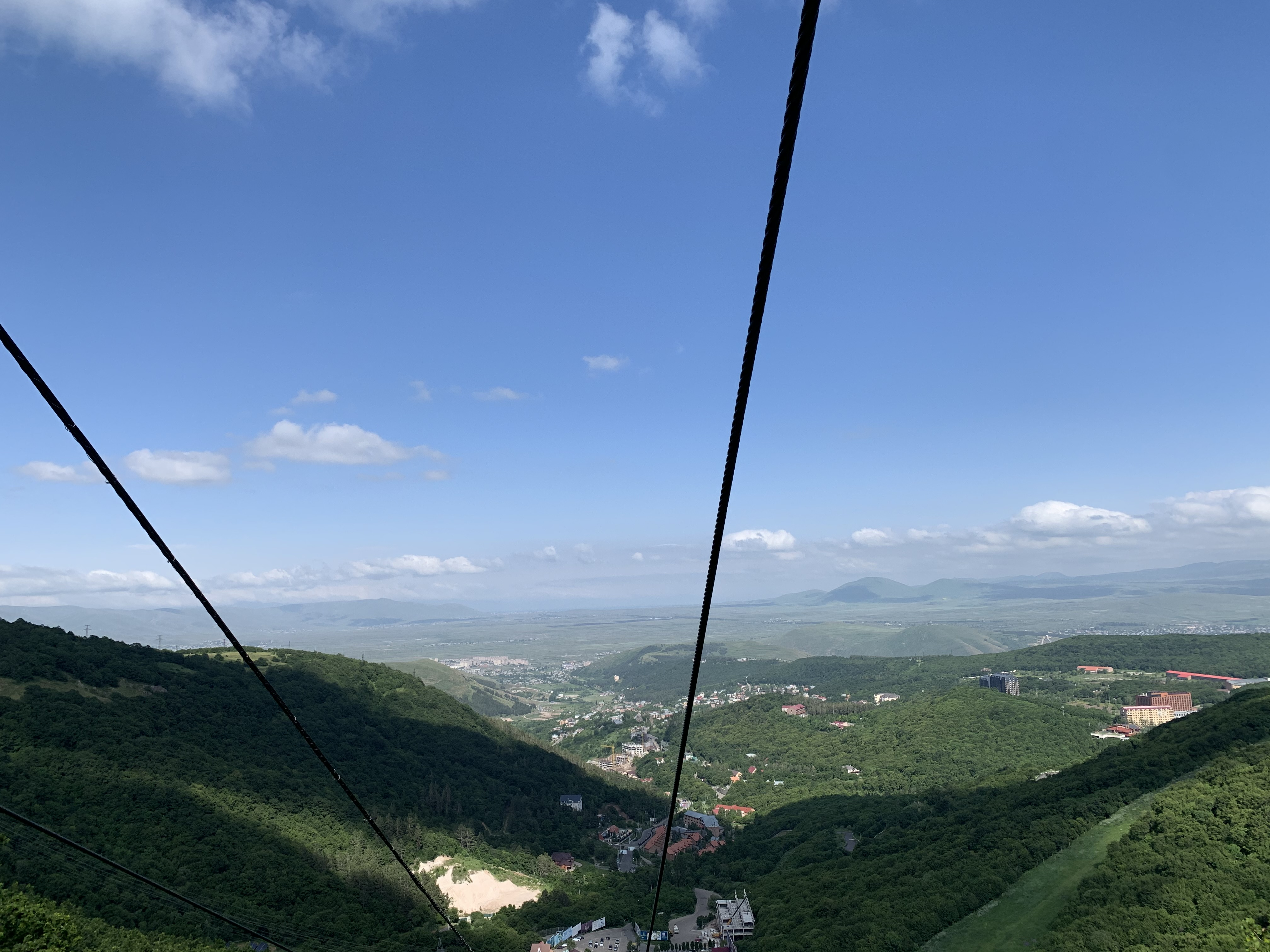
Цахкадзор — высококлассный горноклиматический и горнолыжный курорт

Географическое расположение Армении, её ландшафтное разнообразие, благоприятные природно-климатические условия, минеральные воды, леса, природные и историко-культурные памятники служат основой для широкомасштабного развития рекреационной отрасли республики.
Эти ресурсы играют важную роль в социально-экономическом развитии страны. Рекреация, как отдельная отрасль экономики Армении, сформировалась лишь в последние десятилетия.
Свидетельством высокого развития рекреационной отрасли являлось то, что на отдельных территориях республики были сформированы такие хорошо обустроенные высокоиндустриальные рекреационные зоны, как например Цахкадзор и Джермук, конкурирующие на мировом уровне, также Дилижан, курорты Арзни, долина Мармарика, прибрежная зона озера Севан и др.
| Тип объектов отдыха (2002 год)           | Количество (штук) | Вместимость (тыс. человек) |
| ---------------------------------------- | ----------------- | -------------------------- |
| Санатории и санаторные профилактории     | 31                | 6,4                        |
| Дома отдыха, пансионаты, спортивные базы | 128               | 26,3                       |
| Туристические базы                       | 19                | 5,2                        |
| Школьные лагеря                          | 102               | 60,6                       |
| Всего                                    | 280               | 98,5                       |

Армения является классическим примером гармоничного сочетания культуры, искусства, науки, литературы и истории древнейшей, средневековой и современной цивилизаций.
Республика Армения обладает богатыми рекреационными ресурсами, и в случае соответствующих вложений, возможно создание многоотраслевой высокоразвитой системы рекреационной индустрии и международного туризма, которая по социально-экономическим и экологическим параметрам способна стать одним из главных направлений экономики Армении.

## Характеристика

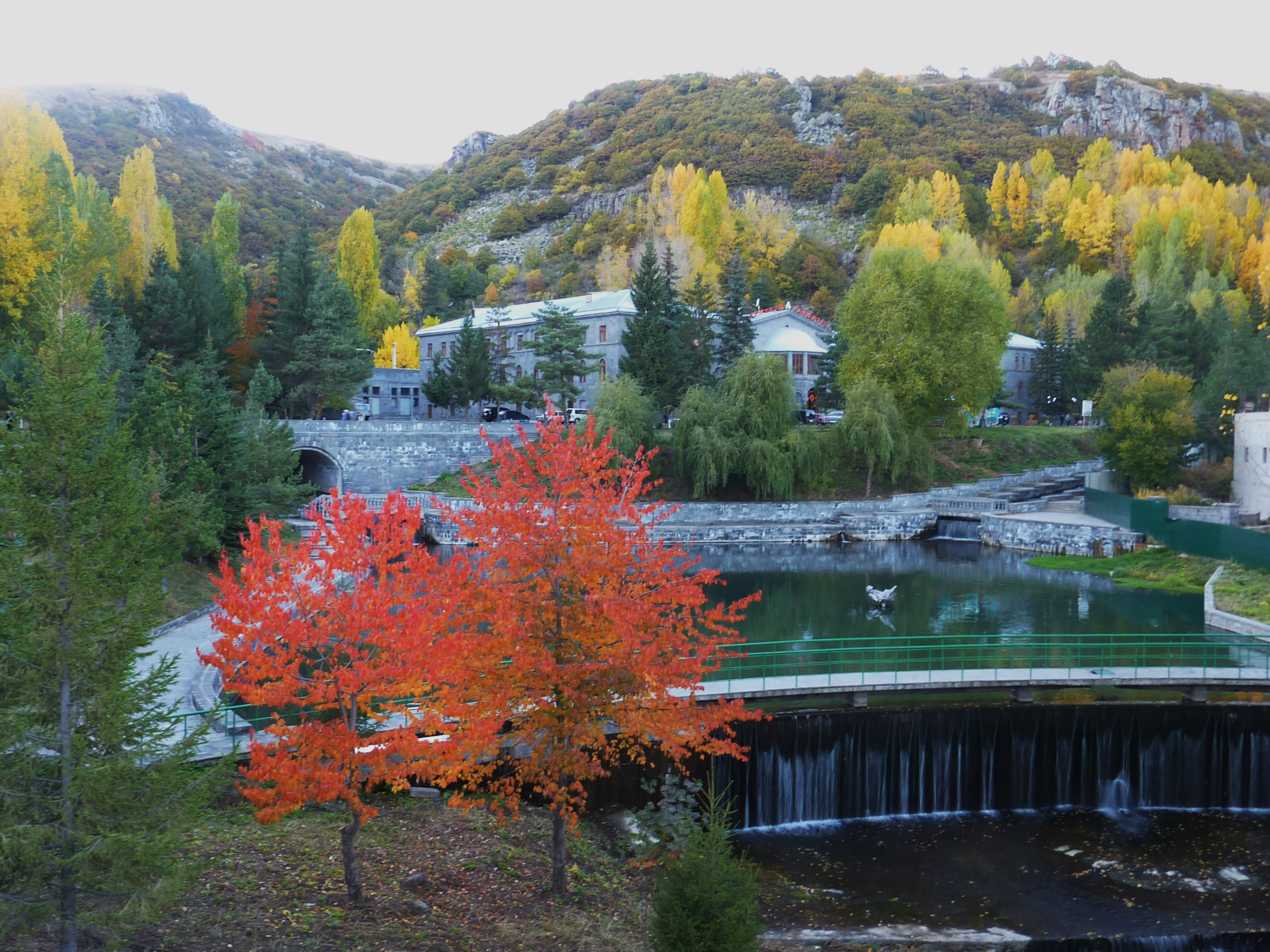
Джермук — высококлассный бальнеологический курорт

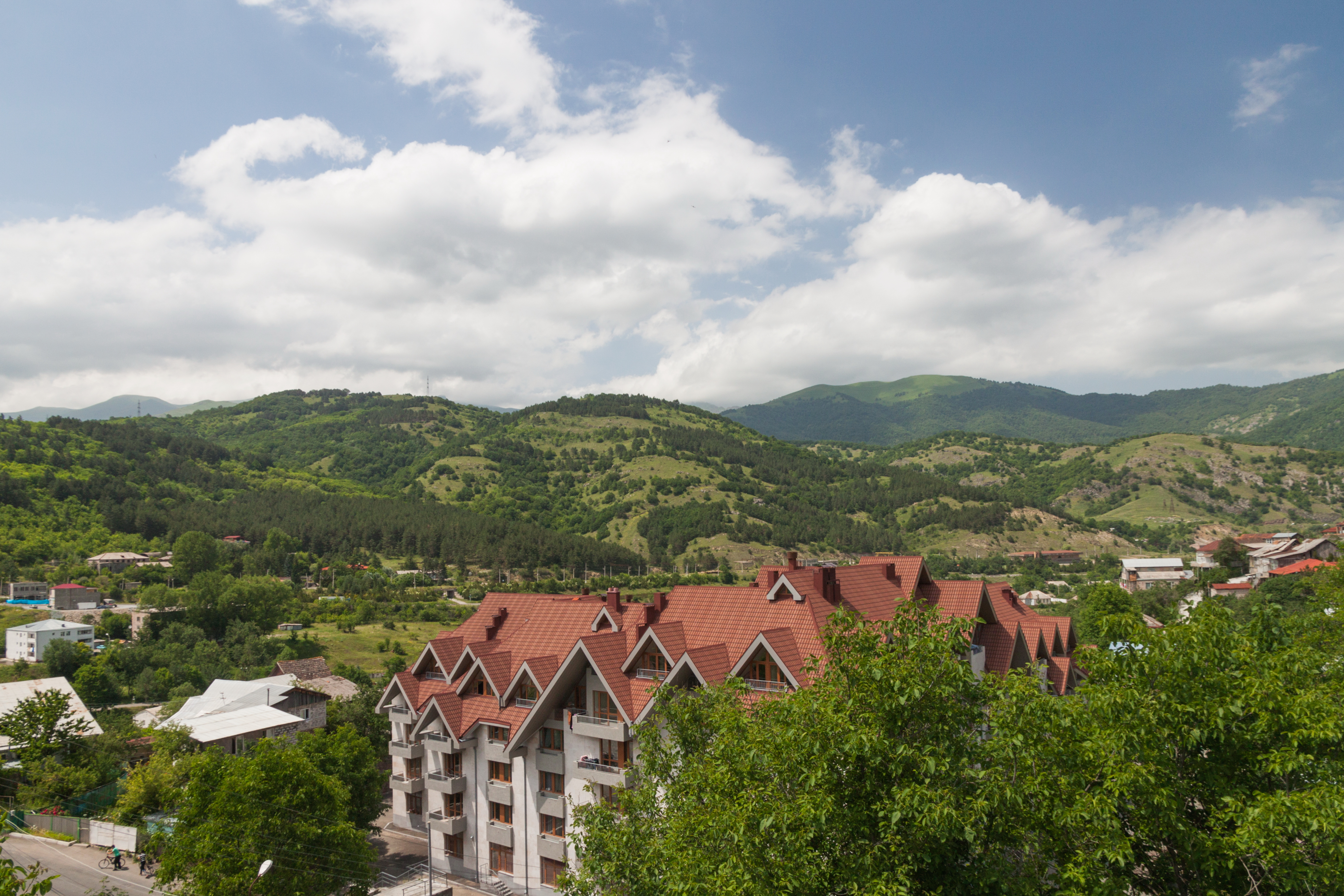
Дилижан — горноклиматический и бальнеологический курорт

Рекреационные ресурсы Армении выделяются благодаря:
- богатому разнообразию природных ресурсов
- своеобразию и высоким полезным целебным качествам
- высокой плотности территориального распределения разнообразных ресурсов
- гармоничным территориальным сочетаниям природных ресурсов и историко-культурных ценностей.

Благоприятными условиями для развития рекреации являются:
- вертикальная зональность и разнообразие ландшафтов; климатические (бальнеологические) ресурсы
- водные ресурсы, в том числе минеральные
- благоприятные геологические и геоморфометрические условия рельефа
- памятники природы (богатое разнообразие объектов природы)

### Вертикально-зональное разнообразие природных ландшафтов
В Армении на протяжении всего 30-40 км встречается все разнообразие природных поясов Земли — от тропических до полярных полюсов — с их особенными курортными зонами и назначениями. Большое количество уникальных и своеобразных природных ландшафтных образований, встречающихся в республике, являются ценными объектами научно-познавательного и эстетического туризма.

### Климатические ресурсы
Климатические ресурсы Армении рассматриваются в ряду высококлассных рекреационных ресурсов мира. Основой создания больших предпосылок для всех видов туризма и отдыха являются:
- Солнечные (до 2700—2800 час/год) и безоблачные (150—200 дней/год) дни
- Сочетание целебного горного воздуха богатого эфирными веществами с различными климатическими типами высотных поясов.

Многие здравницы Армении, такие как Джермук, Арзни, Анкаван, по многим климатическим условиям (температура воздуха, относительная влажность, эквивалентно эффективные температуры, степень комфортной сочетаемости погодных типов и т. д.) не уступают известным оздоровительным центрам мира. Климатические ресурсы Армении благоприятны так же и для зимнего спорта, туризма и отдыха. В этих целях могут быть созданы центры в Севанском бассейне, Апаране, Лори, Зангезуре, Тавуше, Ашоцке; в Цахкадзоре горнолыжный курорт действует.

### Водные ресурсы
Водные ресурсы в Армении имеют важное значение как для отдыха (лечебное и целебное), так и для туризма (научно-познавательное и эстетическое).
Минеральными водами наиболее богаты области: Вайоц-Дзор, Котайк, Тавуш, Гехаркуник и Лори. Большой потенциал минеральных вод имеют воды Гегаркуника, Котайка и Лори.
Целебные минеральные воды разнообразны по значению. Для лечения болезней желудочно-кишечного тракта и двигательной системы используются воды Джермука и Анкавана, для лечения болезней сердечно-сосудистой и нервной систем — Арзни, Личка и Анкавана.
На основе вод «Джермук», «Арзни» и «Анкаван» функционируют здравницы, эти воды могут найти широкое применение так же и вне республики (таблица 38).
Своей высокой познавательной и эстетической ценностью выделяются так же и высокогорные озера, реки и студеные, пресные родники. В рекреациях Армении особое место занимает озеро Севан с комплексом своих природных ресурсов: вода озера, 28 втекающих рек, обилие солнечных дней, прибрежные зоны, пляжи, леса, кратеры потухших вулканов, дикие растительные и животные виды, древнейшие исторические и архитектурные памятники и т. д..
Армения богата так же и геотермальными водами. Их температура достигает 80 0 °C, они успешно могут применяться в бальнеологии.
|    | Источник минеральной воды                                   | Рассчитанные ресурсы | Значение                        | Факторы, способствующие использованию                   | Факторы ограничивающие использование                       |
| -- | ----------------------------------------------------------- | -------------------- | ------------------------------- | ------------------------------------------------------- | ---------------------------------------------------------- |
| 1  | Джермук                                                     | 1.469                | Лечебно-питьевая, бутилирование | Большой запас воды, благоприятные климатические условия | Территориальный дефицит                                    |
| 2  | Арзни                                                       | 1.649                | Лечебно-столовая                | н/д                                                     | н/д                                                        |
| 3  | Анкаван                                                     | 3.957                | н/д                             | н/д                                                     | н/д                                                        |
| 4  | Бжни в том числе участки: Бжни, Солака, Карашамба, Арзакана | 2.296                | Лечебно-питьевое, бутилирование | Благоприятные климатические условия, курортная зона     | отсутствуют                                                |
| 5  | Личк                                                        | 3.403                | н/д                             | Большой запас воды, наличие территорий                  | Ограничивающие факторы национального парка «Севан» и озера |
| 6  | Цовагюх                                                     | 0.187                | Лечебно-питьевая                | Территориальные возможности                             | Сложные инженерно-геологические условия                    |
| 7  | Арпа                                                        | 0.430                | Лечебно-питьевая, бутылирование | Территориальные возможности                             | н/д                                                        |
| 8  | «Саят-Нова»                                                 | 0.580                | Лечебно-питьевая                | н/д                                                     | отсутствуют                                                |
| 9  | Севан                                                       | 2.807                | Лечебно-питьевая                | Большой запас воды, наличие территорий                  | Ограничивающие факторы национального парка «Севан» и озера |
| 10 | Ванадзор-Мегрут                                             | 1.937                | н/д                             | Большие запасы воды, благоприятный климат               | Нахождение на территории города                            |
| 11 | Катнахпюр                                                   | 0.423                | Питьевая                        | Благоприятные условия климатолечения                    | отсутствуют                                                |
| 12 | Дилижан                                                     | 0.165                | Лечебная                        | Благоприятные лесные климатические условия              | Острый дефицит территорий, сложные геологические условия   |
| 13 | Иджеван                                                     | 0.665                | Лечебно-питьевая, бутилирование | Водные ресурсы, наличие лесов                           | Территориальный дефицит                                    |
| 14 | Лалигюх                                                     | 0.211                | Лечебная                        | н/д                                                     | н/д                                                        |
| 15 | Гукасян (Ашоцк)                                             | 1.615                | Лечебная, бутилирование         | Большие запасы воды                                     | Холодные климатические условия                             |
| 16 | Веди                                                        | 0.725                | Лечебно-питьевая                | Территориальные возможности                             | Жаркие климатические условия                               |

### Геологические и геоморфометрические условия рельефа
Сложное геологическое строение и разнообразие рельефа Армении являются важными предпосылками научно-познавательного и научного туризма. Многие геологические обнажения, потухшие вулканы и их отдельные образования, так же как и отдельные формы выветривания рельефа имеют мировую известность и являются важными объектами международного научного туризма — обнажения Гориса, Вохчаберда, Арцвакарского Эртеча, Памбака, Карашамба и др., вулканические и шлаковые конусы, базальтовые столбчатые образования, земляные пирамиды и т. д..

### Биологические ресурсы

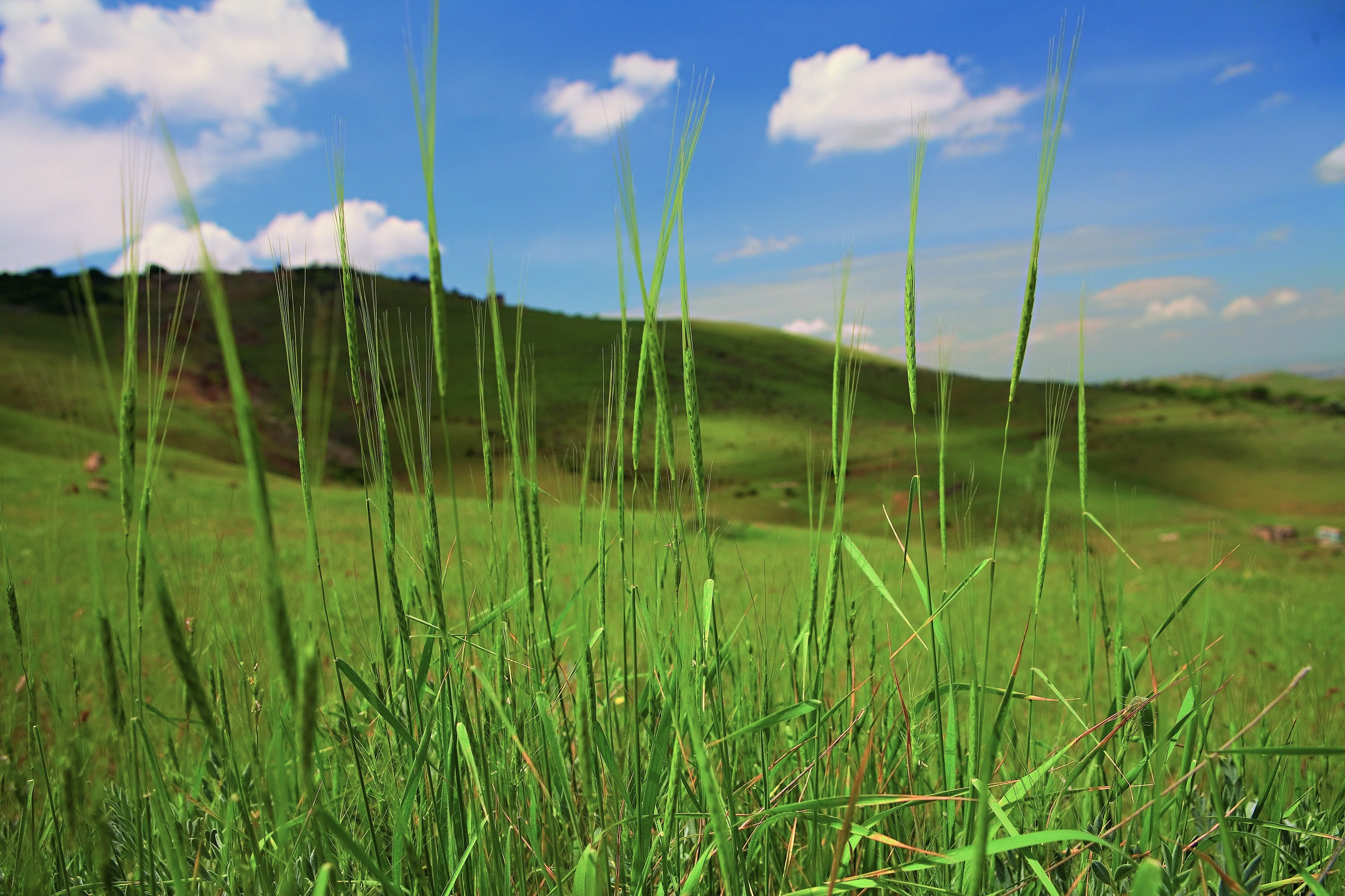
Дикая пшеница Эребунийского заповедника — пшеница араратская (Triticum araraticum), произрастающая на красных глинах третичного периода — объект эстетического туризма

Армянский регион выделяется большим разнообразием биологического мира, где эндемичные и реликтовые виды растений и животных составляют большой процент. Армения — одна из родин многих культурных растений мира: пшеницы, ржи, абрикоса, персика и др.. Своеобразные растительно-животные сообщества издавна стали предметом международных исследований, а Армения — центром международного научного туризма в этой области. Целебный и оздоровительный климат лесов Армении, съедобные, декоративные и лекарственные растения, фрукты, охотничьи животные, редкие и эндемичные растения и животные, памятники природы — составляют биологические рекреационные ресурсы страны.

### Редкие объекты природы (памятники природы)
В Армении расположено большое количество памятников природы — изумительных нерукотворных шедевров, имеющих большую научно-познавательную и эстетическую ценность. В настоящее время здесь обнаружено около 600 памятников природы, которые играют определенную роль в развитии нового вида рекреации — экологического туризма.

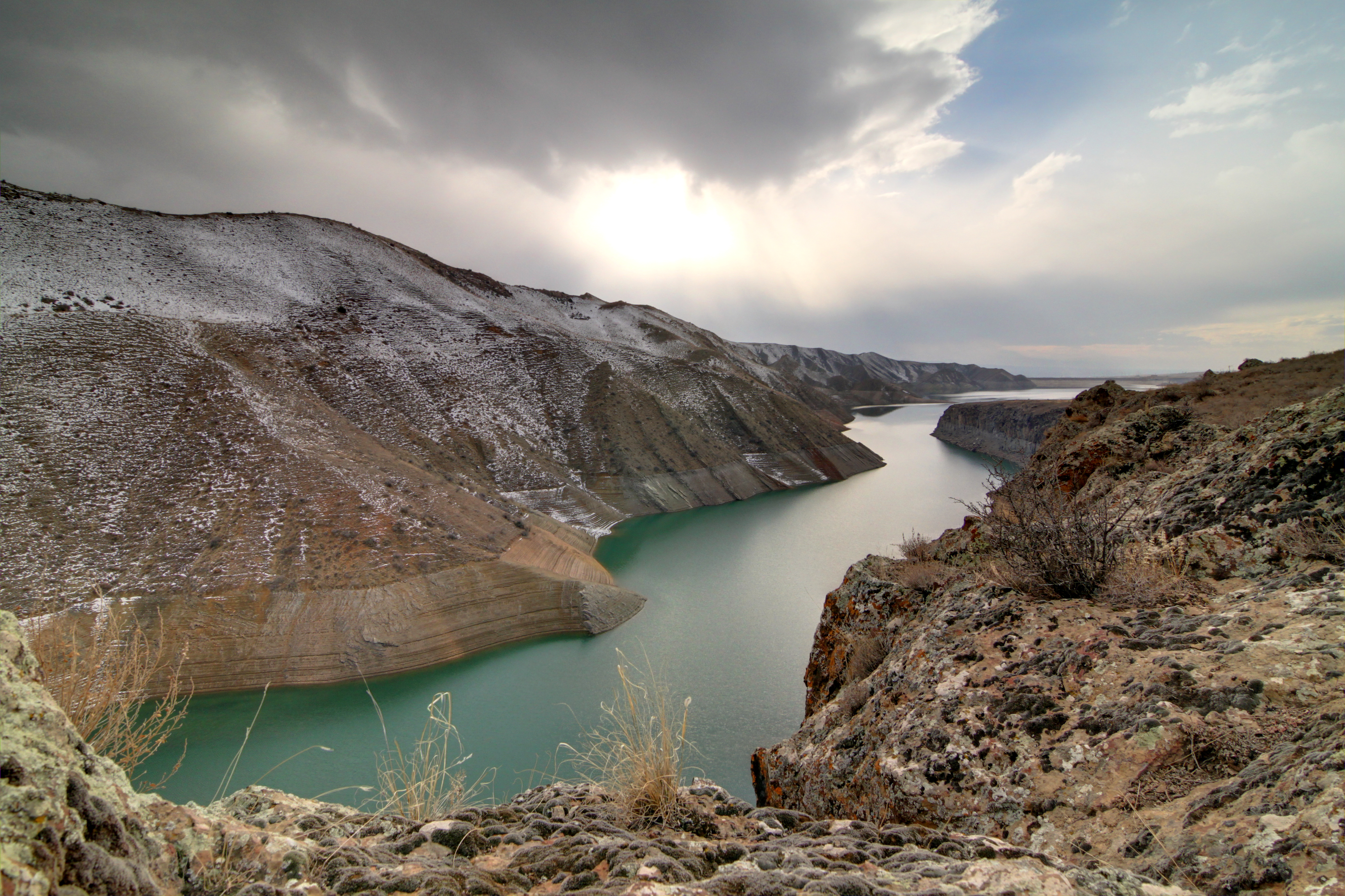
Река Азат
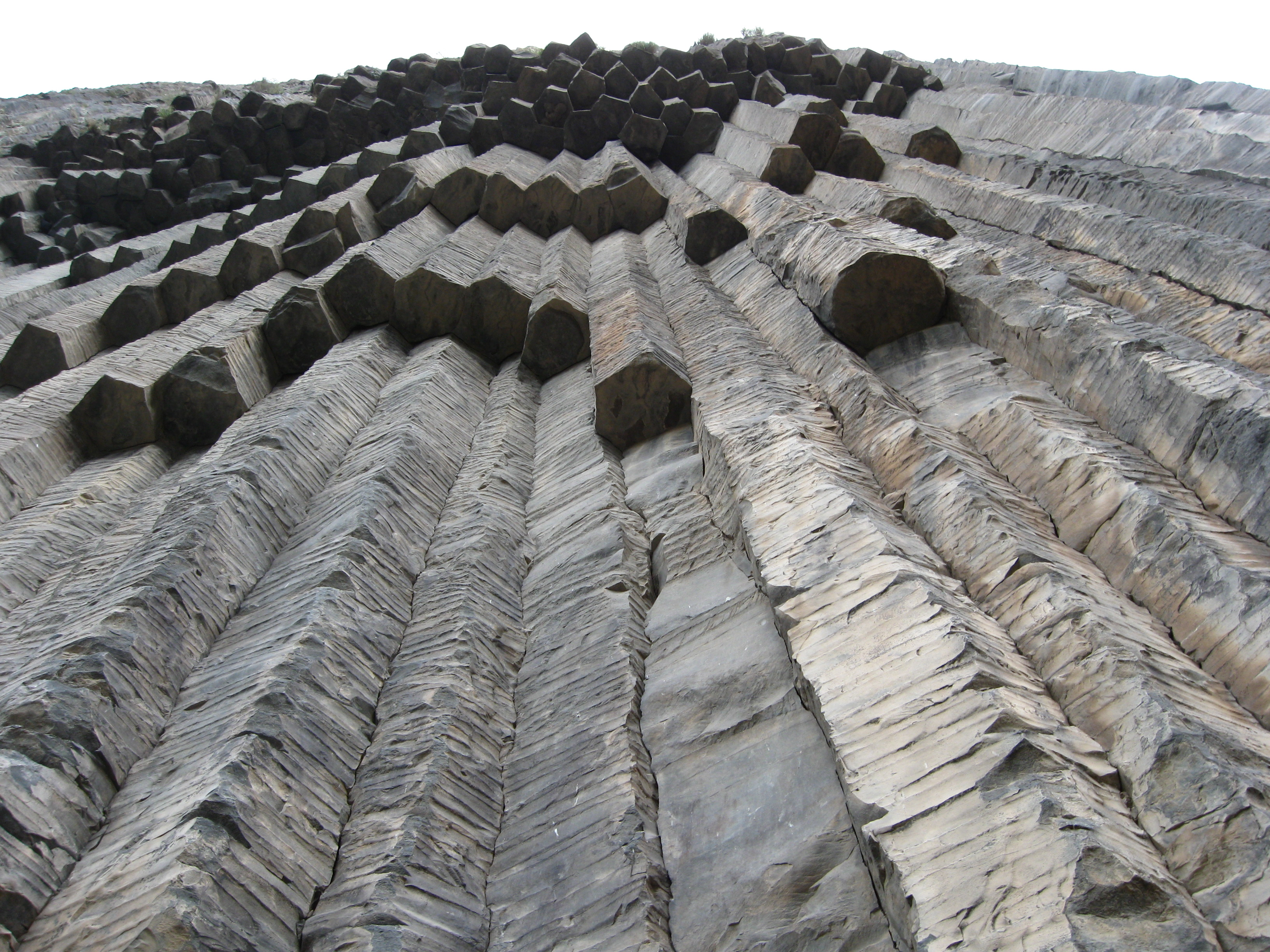
Памятник "Базальтовые столбцы возле Гарни" или Гарнийское ущелье
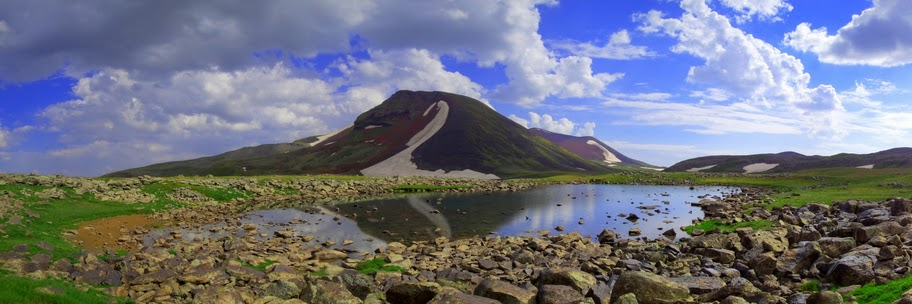
Вулкан Аждаак
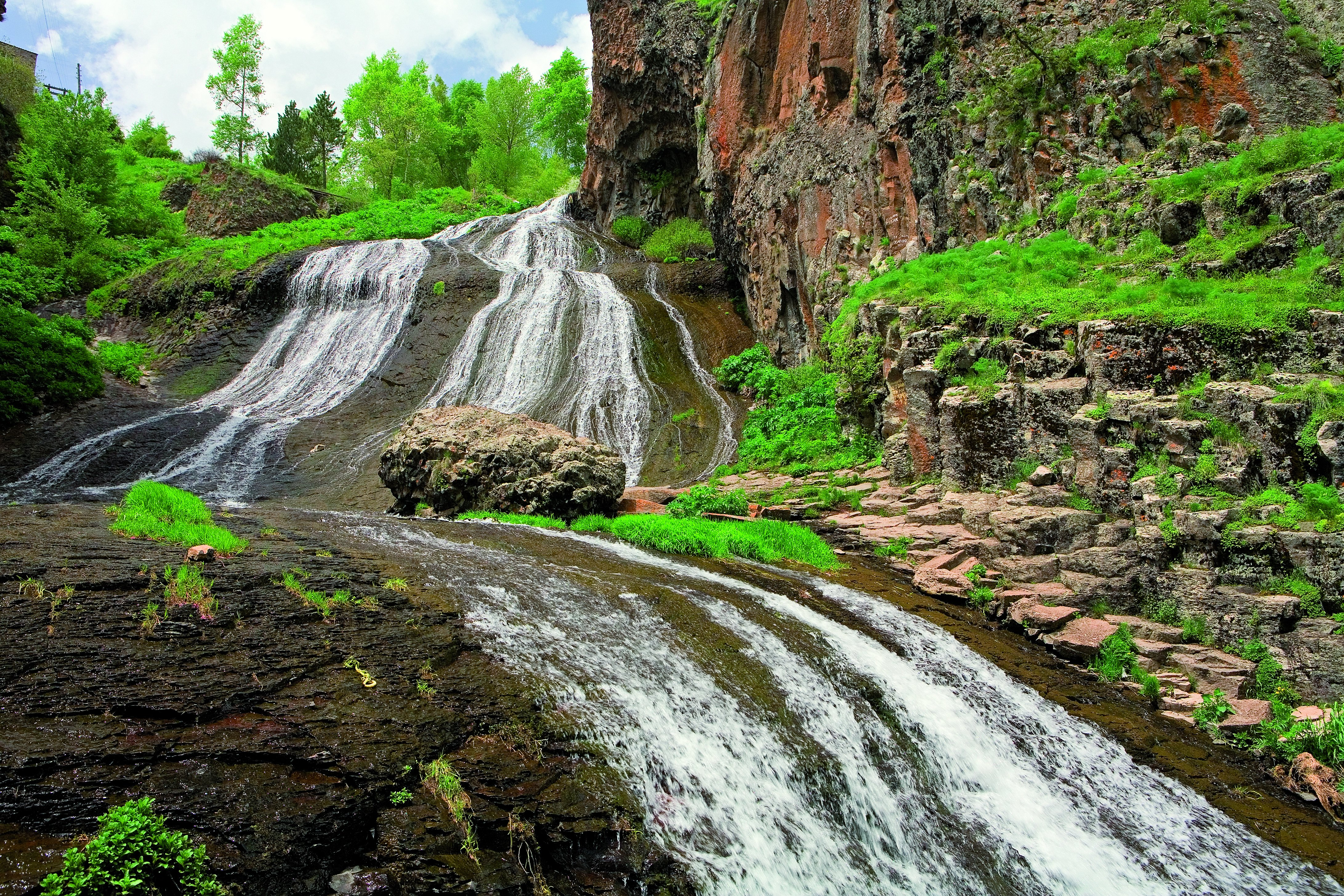
Водопад Джермук (Цопк)

### Историко-архитектурные памятники
Армения имеет 3-4 тысячелетнюю богатую историю и культуру. Здесь на каждом шагу можно встретить шедевры, созданные армянским народом на протяжении тысячелетий. Часть достопримечательностей входит во всемирное наследие человечества. Это 3 группы объектов:
- Монастыри Ахпат и Санаин
- Собор и церкви Эчмиадзина (в том числе Эчмиадзинский кафедральный собор, Церковь Святой Рипсиме и Церковь Святой Гаяне) и археологический памятник Звартноц
- Монастырь Гегард и верховья реки Азат